# Guitiriz
Guitiriz er en by og kommune i det nordvestlige Spanien i provinsen Lugo. Den har et indbyggertal på 5.122 (2024) indbyggere.